# Мазницын, Иван Сергеевич
Иван Сергеевич Мазницын (15 октября 1920 — 14 января 1945) — командир взвода 63-го танкового батальона, 108-я танковая бригада (9-й танковый корпус, 33-я армия, 1-й Белорусский фронт), старший лейтенант. Герой Советского Союза (1945).

## Биография
Родился 15 октября 1920 года в селе Ореховка Медведской волости Благодарненского уезда Ставропольской губернии (ныне Петровского района Ставропольского края) в семье крестьянина. Русский. Окончил 10 классов Высоцкой средней школы и физико-математический факультет Ставропольского педагогического института.
В Красной Армии с августа 1941 года. Окончил Камышинское училище средних танков в августе 1942 года и был направлен в 108-ю танковую бригаду на Западный фронт. Участвовал в боях в районе Сухиничей и Козельска, в боях в районе Малоархангельска и посёлка Кромы (Орловская область), в наступательных боях в направлении Поныри—Глазуновка, в прорыве южнее Севска и дальнейшем продвижении в направлении Глухов, Кролевец, Конотоп, Нежин, форсировании рек Десна и Днепр в ходе Черниговско-Припятской операции.
Вновь 9–й танковый корпус введён в боевые действия во время Белорусской операции, в ходе которой участвовал в окружении бобруйской группировки противника, наступательных боях на Барановичи, Слоним, Пружаны (в составе конно-механизированной группы генерал-лейтенанта Плиева). В августе 1944 года танкисты, освободив совместно со стрелковыми подразделениями районы восточной Польши, вышли на Вислу, где участвовали в боях по удержанию и расширению Пулавского плацдарма.
12 января 1945 года началась Висло-Одерская стратегическая наступательная операция. 9-й танковый корпус был придан для усиления 33-й армии, которая должна была совместно с 69-й армией 14 января осуществлять вспомогательный удар с Пулавского плацдарма. После всестороннего анализа обстановки для уточнения системы обороны противника командованием фронта было решено непосредственно перед генеральной атакой провести сильную боевую разведку силами стрелкового батальона, поддержанного танками, от каждой дивизии.
Для выполнения этой задачи был послан танковый взвод 63-го танкового батальона 108-й танковой бригады под командованием старшего лейтенанта Мазницына И. С. При атаке сильно укреплённой вражеской обороны в районе населённого пункта Кшивда (10 километров юго-восточнее города Зволень, Польша) танкисты уничтожили два гитлеровских танка, пять пушек, четыре дзота и до двухсот солдат и офицеров противника. При этом непосредственно экипаж Мазницина уничтожил один танк, три противотанковых пушки и около сотни гитлеровцев. В ходе боя танк командира взвода был подбит и загорелся, а экипаж погиб. Выскочив из танка, Мазницын отстреливался из пистолета от пытавшихся взять его в плен автоматчиков и уничтожил шестерых из них. Когда остался последний патрон, понимая безвыходность положения, выпустил его в себя.
Указом Президиума Верховного Совета СССР от 24 марта 1945 года за мужество, отвагу и героизм, проявленные в борьбе с немецко-фашистскими захватчиками, старшему лейтенанту Мазницыну Ивану Сергеевичу посмертно присвоено звание Героя Советского Союза.
Награждён орденами Ленина (24.03.1945), Красного Знамени (04.08.1944), Отечественной войны 1-й степени, медалями (в том числе «За отвагу», 22.09.1943).
Похоронен в селе Яновец (Люблинское воеводство, Польша).